# Storm (banda española)
Storm (o The Storm como apareció en su primer trabajo), originalmente Los Tormentos, es uno de los grupos históricos españoles de hard rock, formado en 1969 en Sevilla (Andalucía).

## Trayectoria
El grupo se forma en 1969, bajo el nombre de Los Tormentos, aunque muy pronto lo cambian al definitivo Storm por indicación de su mánager, José Luis Fernández de Córdoba. Asiduos de los circuitos de clubs de Madrid y Barcelona, adquieren renombre suficiente como para que el sello BASF les grabe su primer LP, titulado The Storm, que mezcla heavy y psicodelia, y alterna temas en español, en inglés y temas instrumentales.
El 13 de diciembre de 1974 comparten cartel con el grupo Queen, y merecen una felicitación pública del propio Freddie Mercury.[cita requerida] En esta época, introducen eventualmente en su música elementos rítmicos de origen flamenco, por lo que algunos autores los incluyen entre los pioneros del rock andaluz.
En 1976, el grupo se deshace, debido a que sus miembros tienen que cumplir el servicio militar, aunque antes de finalizar 1978 vuelven a reunirse y continúan con sus giras. No editarán su siguiente álbum, El día de la tormenta, hasta 1980, con un cambio en el bajo, entrando Pedro García en lugar de Pepe Torres. Un año más tarde, 1981, el grupo se retira definitivamente.
En 2004, falleció su teclista, Luis Geniz, y el resto de la banda realizó tres conciertos-homenaje en Sevilla, volviéndose a reunir en 2011 para tocar en el Festival "Rock por Palestina" celebrado el 25 de febrero, en la misma ciudad.
No es hasta 2014 cuando el grupo sorprende sacando su primer disco de estudio con material inédito en más de 30 años, editando "Trilogía".
Coincidiendo con el 50 aniversario de la formación de la banda publican el disco "Cyber Dream" que cuenta con varias colaboraciones de prestigiosos artistas clásicos del panorama heavy español. El disco tiene canciones cantadas tanto en español como en inglés.
En 2024 se anunció el lanzamiento de un nuevo disco: "Eternal Youth". Con las colaboraciones de Daniel Escortell, bajista en Derby Motoreta Burrito Kachimba y Manuel Martinez Prada, Cantante de Medina Azahara. 

## Discografía
- "I Don't Know / Un Señor Llamado Fernández de Córdoba" (EP), BASF, 1974
- "I've Get to Tell Your Mama / It's Allright" (EP), BASF, 1974
- The Storm (LP), 1974, BASF
  - Canciones

  1. I've gotta tell you mama (3:07)
  2. I'am busy (3:11)
  3. Un señor llamado Fernández de Córdoba (5:42)
  4. Woman mine (4:44)
  5. It's all right (2:46)
  6. I don't know (3:33)
  7. Crazy machine (6:58)
  8. Experiencia sin órgano (3:43)
- El día de la tormenta (LP), 1980, Edigsa
  - Grabación: Estudios Sonoland, Madrid
  - Canciones

  1. Este mundo
  2. La luz de tu voz
  3. Saeta ensayo 1.ª parte
  4. Saeta ensayo 2.ª parte
  5. Lejos de la civilización
  6. Desde el mar y las estrellas
  7. El día de la tormenta
- Trilogía (LP), 2014, Arabian Rock
  - Grabación: Sevilla
  - Canciones

  1. Back to the Road
  2. Robot de la ciudad
  3. Fly on my own
  4. Caja de metal
  5. Trilogía
  6. Señor del viento
  7. Lejos de la civilización
  8. El día de la tormenta
  9. Desde el mar y las estrellas
  10. Saeta ensayo 1.ª parte
  11. Este mundo
  12. I don't know
  13. Woman mine
  14. Crazy machine
  15. I've gotta tell you mama
  16. Un señor llamado Fernández de Córdoba
  17. It's all right
- Cyber Dream (LP), 2019, 5 Lunas Producciones
  - Grabación: Sevilla
  - Canciones

  1. ...2069
  2. Cyber dream
  3. Amigo Joe
  4. Have a guess
  5. Far away
  6. Swedish woman (sólo en CD)
  7. Rebelión
  8. Wide open
  9. Machine rebellion (Crazy machine part II)
  10. Lejos de la civilización (sólo en CD)
- Live 50 años de tormenta (doble LP en directo), 2020, 5 Lunas Producciones
  - Grabación: Centro Cultural de La Villa, San José de la Rinconada (Sevilla)
  - Canciones

  1. 2069 + Cyber dream + I don't know
  2. Back to road
  3. Rebelión
  4. Trilogía
  5. El día de la tormenta
  6. Caja de metal
  7. Un señor llamado Fernández de Córdoba + Saeta ensayo (1ª parte)
  8. Far away
  9. Swedish woman
  10. Woman mine
  11. Amigo Joe
  12. It's all right
  13. Machine rebellion (Crazy machine part 2)